# Fracasso escolar
O fracasso escolar pode ser compreendido como a consequência para um aluno da não-apropriação do aprendizado. Os conceitos, habilidades, valores, conhecimento e a questão da cidadania não foi internalizada no aluno, culminando muitas vezes, em baixas notas, reprovação e, por fim, no abandono da escola pelo mesmo. Entretanto, assim como sugere Paulilo (2017), a ideia de fracasso escolar é histórica e perpassa inúmeras análises quanto ao seu emprego, assim,  também  aponta Pozzobon (2017) citando Lagana-Riordan e Col no artigo "Renomeando o Fracasso Escolar" que elucida algumas correlações ligadas ao termo como: dificuldades de aprendizado, problemas de comportamento, baixo desempenho escolar, distorção série/idade/ano, abandono escolar precoce ou repetência e outras inúmeras associações. Desta forma, é preciso delimitar dentro de um campo de estudos o que se entende por fracasso escolar, o que estamos categorizando como fracasso? Fracasso em relação a que?
Dentro do campo da Sociologia da Educação, Pierre Bourdieu (1998) relaciona fracasso escolar voltado a origem social do aluno, ou seja, a escola reproduz a desigualdade social por meio de um saber erudito que é legitimado, estando a margem, ou seja, deslegitimado o saber das classes populares. Sua maior discussão voltasse para o capital cultural para teorizar seu conceito de fracasso escolar. Entretanto, Charlot (2000), faz uma outra leitura de fracasso escola contrapondo a teoria da reprodução de Pierre Bourdieu (1998). Charlot (2000) constrói sua teoria pautado na relação com o saber e vai dizer que não existe alunos fracassados mais sim alunos em situação de fracasso escolar.  Por se tratar de uma concepção extremamente ampla, o fracasso escolar para Charlot (2000, p. 14) “[...] é uma chave disponível para interpretar o que está ocorrendo nas salas de aula, nos estabelecimentos de ensino, em certos bairros, em certas situações sociais”, assim, não se remete apenas  ao aprendizado, conforme o autor, mas também a eficácia dos docentes, sobre o serviço público, a igualdade de chances, sobre os recursos investidos pelo país no sistema educativo e várias outras questões.
De acordo com Perrenoud (1995), os alunos são considerados como tendo alcançado êxito ou fracasso na escola porque são avaliados em função de exigências manifestadas pelos professores ou outros avaliadores e seguem os programas determinados pelo sistema educativo. Define-se o fracasso escolar como consequência de dificuldades de aprendizagem, falta de conhecimento e competência. A necessidade de avaliação baseada na padronização favorece uma transposição didática conservadora, ou seja, desenvolve aquilo que se encaixa no modelo de avaliação. O sistema clássico de avaliação força os professores a preferir os conhecimentos isolados (raciocínio, comunicação, etc), e sob a aparência da exatidão, a avaliação esconde uma grande dúvida: como se entender quando não se sabe, nem se explica ou justifica o que realmente se avalia?
Ao falar de fracasso escolar, é importante observar quando as dificuldades de aprendizagem vêm encobrir a fragilidade da escola, centrando no aluno todo insucesso de sua não aprendizagem. A falta de conhecimento didático do corpo docente está na raiz do fracasso escolar. O fracasso muitas das vezes dá-se devido a educação infantil que o indivíduo em causa teve. A importância de uma sadia educação infantil, é muito importante, e deve ser acompanhada directamente dos pais (Pai Mãe), para que este tenha uma base bem acentuada.
As principais causas do fracasso escolar são oriundas, em sua maior parte, dos sistemas de ensino que não conseguem atender às diversidades de necessidades presentes nas escolas, deixando de identificar onde se localizam as inadaptações à aprendizagem, e levar o aluno a descobrir sua própria modalidade de aprendizagem, considerando como ponto crucial seu modo particular de se relacionar com o conhecimento, ou seja, a aprendizagem escolar.
O fracasso escolar também pode ocorrer dependendo do contexto familiar, cultural, social e político que o  indivíduo possa estar inserido.
Bourdieu (1998), o sucesso escolar alcançado pelo aluno não dependeria apenas de seus dons pessoais, mas também de sua origem social, o que coloca o aluno em condições mais ou menos favoráveis diante das exigências escolares.
Bourdieu afirma que as estruturas sociais afetam o comportamento do indivíduo de dentro para fora e não o inverso. A pessoa então possui uma formação inicial vinda de seu ambiente social e familiar, ocupando assim uma posição específica na estrutura social, cada indivíduo então incorpora o que ele chama de habitus, que seria um conjunto de disposições para ação típica dessa posição que ocupa, passando a conduzir suas ações ao longo do tempo. Ou seja, a estrutura social de onde o indivíduo vem, conduz suas ações individuais, não de forma mecânica e nem rígida, mas princípios de orientação que seriam adaptadas pelo sujeito nas variadas circunstâncias de ação.

## Tendência Medicalizante
Apesar de não suficientemente aprofundadas, as explicações sobre as raízes do fracasso escolar são reflexos de acontecimentos históricos anteriores.
No entanto, a partir de trinta, constituiu-se um movimento de intelectuais que almejavam reformas educacionais mais concretas. Estes intelectuais receberam espaço político diante das transformações que ocorriam nessa época. “No âmbito do surto liberal e da movimentação política reformista que ocorriam no país, os pressupostos desta nova pedagogia encontraram terreno propício à sua divulgação”. (PATTO,1990)
As causas do fracasso escolar até então centradas em características bio-psico-sociais do aluno vão direcionando-se para um novo enfoque, o da carência cultural escolar.

## Teoria da Carência Cultural
A teoria da carência cultural (Cultural Deficit Model) surgiu e desenvolveu-se nos Estados Unidos, durante a década de sessenta. Em seguida, expandiu-se para os países da Europa e da America Latina, sendo assim, o Brasil.
Quanto ao fracasso escolar, “constatou-se” que estava diretamente ligado a privação cultural do qual sofria o educando.
No Brasil, a teoria da carência cultural se propagou na década de setenta.
Os estudos e pesquisas voltam-se, então, para a explicação de que os fatores socioculturais seriam fortes influencias nas características físicas, perceptivo-motoras, cognitivas e emocionais de cada indivíduo, segundo Patto 1990.
Essa teoria também procura encontrar soluções para remediar os “males educacionais” .
O enfoque de tais programas era centrado na recuperação do ambiente não favorecido á criança na primeira infância. Daí o ensino infantil ser o alvo principal da educação compensatória.
No entanto, as taxas de repetência e evasão continuavam efetivas dentro do quadro do ensino brasileiro, chegando a 56% na passagem da 1ª para a 2ª série em 1977, segundo os dados do MEC.
A partir dessa realidade, nota-se que os programas de educação compensatória não estavam por dar conta do fracasso escolar, mas agravavam mais a situação do escolar.
Portanto, a teoria da Carência Cultural, apesar de ter enfatizado as causas do fracasso escolar provindas do educando, acabou por negar-se a si mesma. Uma vez que suas experiências depararam-se com resultados insuficientes.
A teoria tem sido criticada por pressupor um certo determinismo, ou seja, os alunos (geralmente de classe baixa e etnia historicamente oprimida, como negros e indígenas) com menor acesso à educação de qualidade e laços familiares-comunitários favoráveis estariam, segundo a lógica da teoria, praticamente fadados a um futuro sem esperanças. Além disso, a teoria pressupõe que os alunos obtêm maus resultados na escola por falta de informações, quando na realidade há problemas mais complexos envolvidos. Por exemplo, as culturas negras e indígenas oferecem importantes conhecimentos, mas estes são desvalorizados no sistema educacional e no mercado de trabalho.
Como alternativa, desenvolveu-se nos Estados Unidos a Teoria da Riqueza Cultural (Cultural Wealth Model), que respeita diversos tipos de conhecimento e estimula a resistência às situações estruturais desfavoráveis.

## Teorias Crítico-Reprodutivistas
A escola se torna uma ferramenta capaz de reproduzir desigualdade social, no momento em que ignora a diferença presente na sociedade e vê esse contraste como sendo natural, contribuindo com a conservação das estruturas sociais. Assim como  Dubet (2004) aponta, a escola exerce o papel de reprodutora dessa desigualdade social e se esconde utilizando uma máscara meritocrática, ao longo do percurso escolar do indivíduo, os obstáculos atuam  de forma desproporcional sobre cada indivíduo de classes sociais distintas no momento de ingressar no ensino superior.
No meio educacional brasileiros teorias crítico reprodutivistas inseridas  através das ideias de vários autores, tais como Althusser (1974), Bernstein (1977), Bourdieu e Passeron (1975) e outros. As ideias propaladas por esses autores possuem como preocupação central a problemática das escolas serem, nada mais, do que o meio onde se reproduzem as relações de poder vigentes na sociedade. Assim a escola apresenta-se comum reflexo da sociedade capitalista.  Um espaço cultural, onde os alunos são selecionados e treinados para um desempenho adequado no trabalho.
Desta forma, as causas do fracasso escolar, que antes eram procuradas fora do sistema escolar, agora se voltam para um enfoque onde os fatores intra-escolares prevalecem como causadores desse mesmo insucesso.

A escola cria vencidos e vencedores e os tratam de forma desiguais, uma vez que os vê como sendo responsável por seu fracasso, Dubet (2004) aponta que:
"Uma escola "meritocrática" de massas cria necessariamente "vencidos", alunos fracassados, alunos menos bons e menos dignos. "O sucesso para todos" é um slogan vazio, por contradizer os princípios meritocráticos sobre os quais a escola se funda. Mesmo que o nível geral dos alunos melhorasse muito, o problema continuaria igual, pelo simples fenômeno da elevação do nível a partir do qual se julga a excelência. Assim sendo, a busca de uma escola justa deve suscitar uma nova pergunta: como ela trataria os alunos mais fracos? Reconhece-se uma escola justa pelo fato de que ela trata bem os vencidos, não os humilha, não os fere, preservando sua dignidade e igualdade de princípio com os outros. Já sublinhei que isso está longe de ser o caso de uma escola puramente meritocrática em que, se considerarmos que a competição é justa, pode-se dizer "azar dos vencidos", pois eles são responsáveis por sua própria infelicidade. Convém lembrar que, hoje em dia, esse é o caso. Não apenas, como vimos, os alunos mais fracos são geralmente menos bem tratados, como também são "coagidos" a se identificarem com seu fracasso ao acumularem anos de dificuldades ocasionadas por orientações que os encaminham para trajetórias escolares indignas. [...]"

## Para além das teorias da reprodução
No entanto, apesar de sua importância, a teoria crítico reprodutivista, não contemplava, em sua totalidade, alguns aspectos fundamentais.
Desta forma, o discurso de que dificilmente as crianças pobres poderiam apropriar-se dos conhecimentos, ainda permanecia implícito nas pesquisas.
A abordagem de Patto (1990) visa demonstrar que o ser humano não está totalmente a mercê de um “destino” pré determinado, como colocaram as teorias reprodutivistas.
A autora demonstra sua tendência a crença de que, no espaço escolar, ainda é possível acontecer revoluções dizendo : “ Mas onde quer que existam relações de poder, existe a possibilidade de questioná-las e trabalhá-las”.
Portanto, o que se encontra nas pesquisas mais recentes sobre o fracasso escolar  visto pela “óptica” da psicologia, é o encontro necessário desse campo de pesquisa com a sociologia. Assim sendo, a esperança de que existam instrumentos dentro do âmbito escolar que possibilitarão a superação do fracasso, torna viável uma nova teoria, que certamente, trilhará caminhos ainda desconhecidos.